# Шишево
Шишево (на македонска литературна норма: Шишево; на албански: Shisheva) е село в община Сарай, Северна Македония. Гробищната църква на селото „Свети Атанасий“ е от XVII век, а южно от селото се намира средновековният манастир „Свети Никола“.

## География
Селото е разположено в югозападната част на Скопското поле, на десния бряг на река Треска (Голема) след изхода ѝ от пролома Матка. От столицата Скопие е отдалечено на 13 километра. Мост през реката го свързва с отсрещното село Глумово.

## История
В края на XIX век Шишево е смесено село в Скопска каза на Османската империя. Според статистиката на Васил Кънчов („Македония. Етнография и статистика“) към 1900 година в Шишево живеят 80 българи християни, 75 турци и 12 цигани.
Според патриаршеския митрополит Фирмилиан в 1902 година в селото има 18 сръбски патриаршистки къщи.
При избухването на Балканската война в 1912 година 2 души от Шишево са доброволци в Македоно-одринското опълчение. След Междусъюзническата война в 1913 година селото попада в Сърбия.
На етническата си карта от 1927 година Леонард Шулце Йена показва Шишево (Šiševo) като албанско село.
На етническата си карта на Северозападна Македония в 1929 година Афанасий Селишчев отбелязва Шишево като смесено българо-албанско село.
Според преброяването от 2002 година Шишево има 3376 жители.
| Националност     | Всичко |
| северномакедонци | 583    |
| албанци          | 2776   |
| турци            | 1      |
| роми             | 1      |
| власи            | 0      |
| сърби            | 3      |
| бошняци          | 3      |
| други            | 9      |